# Тосандо
Тосандо (яп. 東山道 То:сандо:, букв. «Регион восточных гор») — старая японская административная единица. Один из семи древних «путей» по системе Гокиситидо (VII век).

Карта Японии с выделенным регионом Тосандо

Включает в себя следующие провинции:
- Оми (яп. 近江国)
- Мино (яп. 美濃国)
- Хида (яп. 飛驒国)
- Синано (яп. 信濃国)
- Кодзукэ (яп. 上野国)
- Симоцукэ (яп. 下野国)
- Муцу (яп. 陸奥国)
- Дэва (яп. 出羽国)

Вследствие экспансии японцев и вытеснении коренных жителей эмиси, Тосандо постоянно расширялся на север. Поэтому две самые северные провинции региона (Дэва и Муцу) постепенно стали самыми крупными в Японии. Во времена периода Сэнгоку (XV—XVII вв.) разные части этих областей управлялись разными самурайскими родами. Эта раздробленность была закреплена и в правление сёгуната Токугава (XVII—XIX вв.). Административной реформой 1868 года окончательно было введено деление Муцу на пять провинций (собственно Муцу, Рикутю, Рикудзэн, Иваки и Ивасиро) и Дэва на две (Удзэн и Уго).